# هكتور لومير
هكتور لومير (بالفرنسية: Hector Lemaire)‏ (و. 1846 – 1933 م) هو نحات، وفنان تشكيلي، ورسام، وفنان فرنسي، ولد في ليل، توفي في باريس، عن عمر يناهز 87 عاماً.

## التعليم
تعلم في École des beaux-arts de Lille ‏، وتعلم في المدرسة الوطنية للفنون الجميلة، وتعلم في École nationale supérieure des arts décoratifs ‏
.

## جوائز
حصل على جوائز منها:

وسام جوقة الشرف من رتبة فارس